# 兵庫県立考古博物館

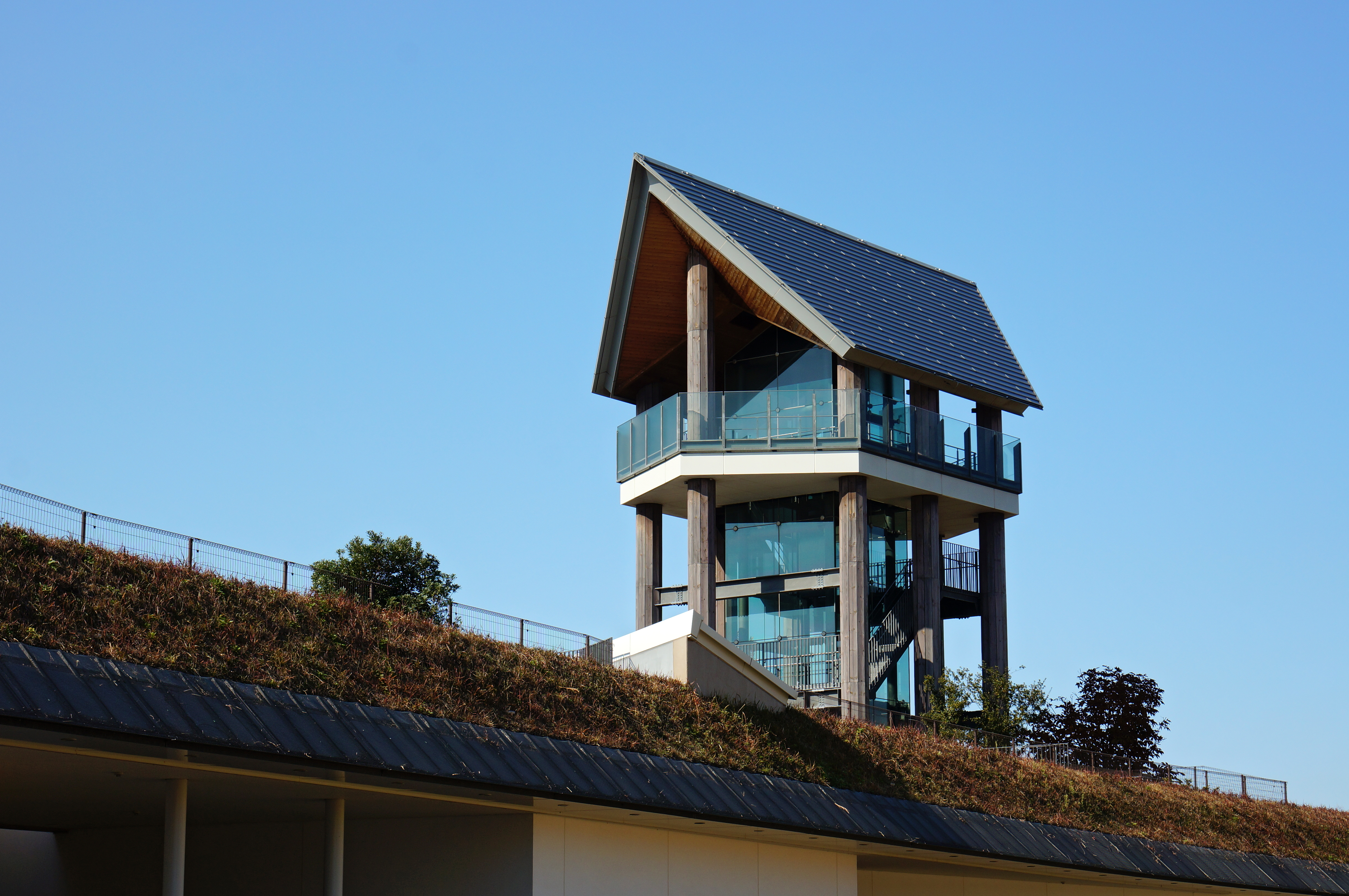
弥生時代の独立棟持柱建物を模した展望塔

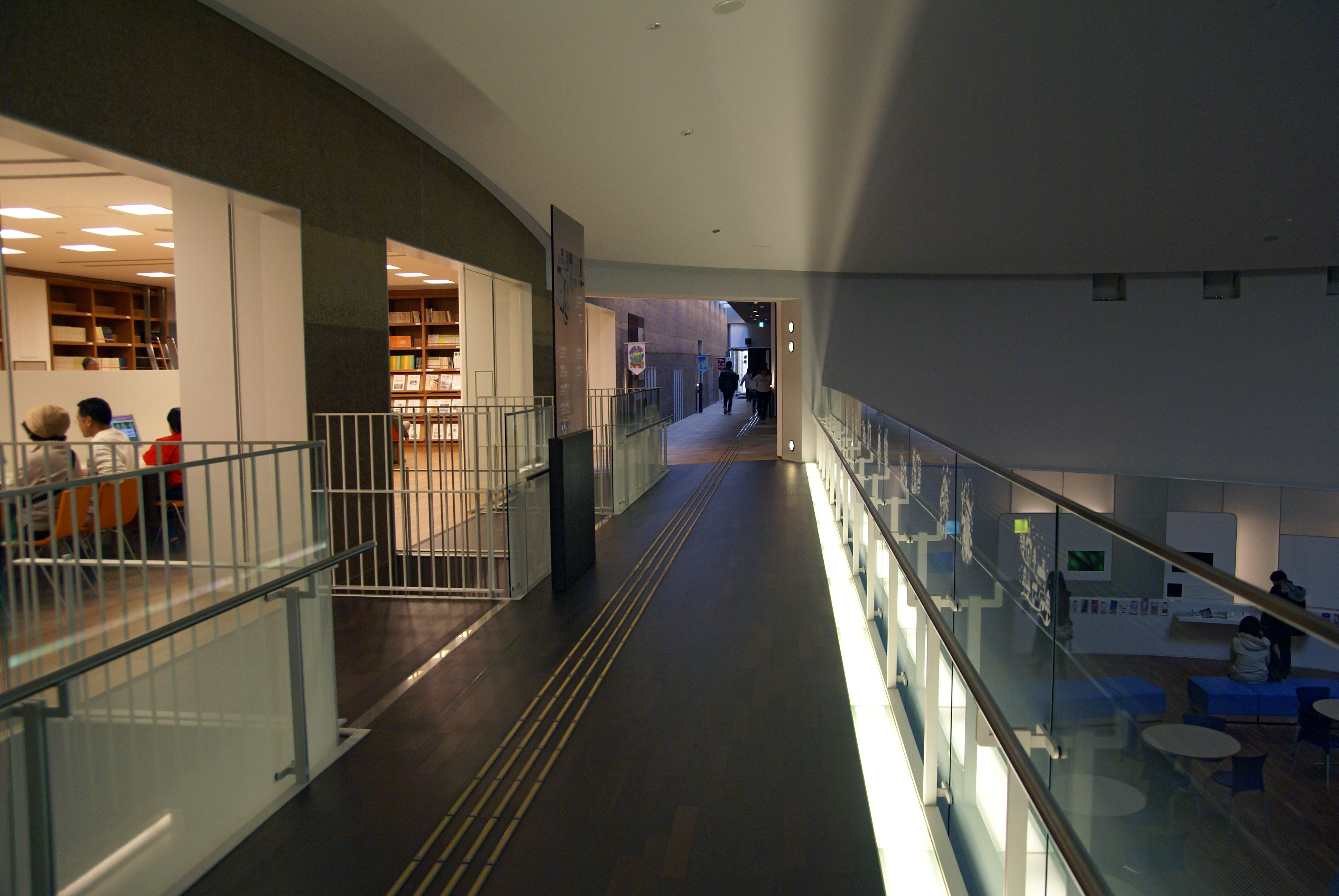
館内

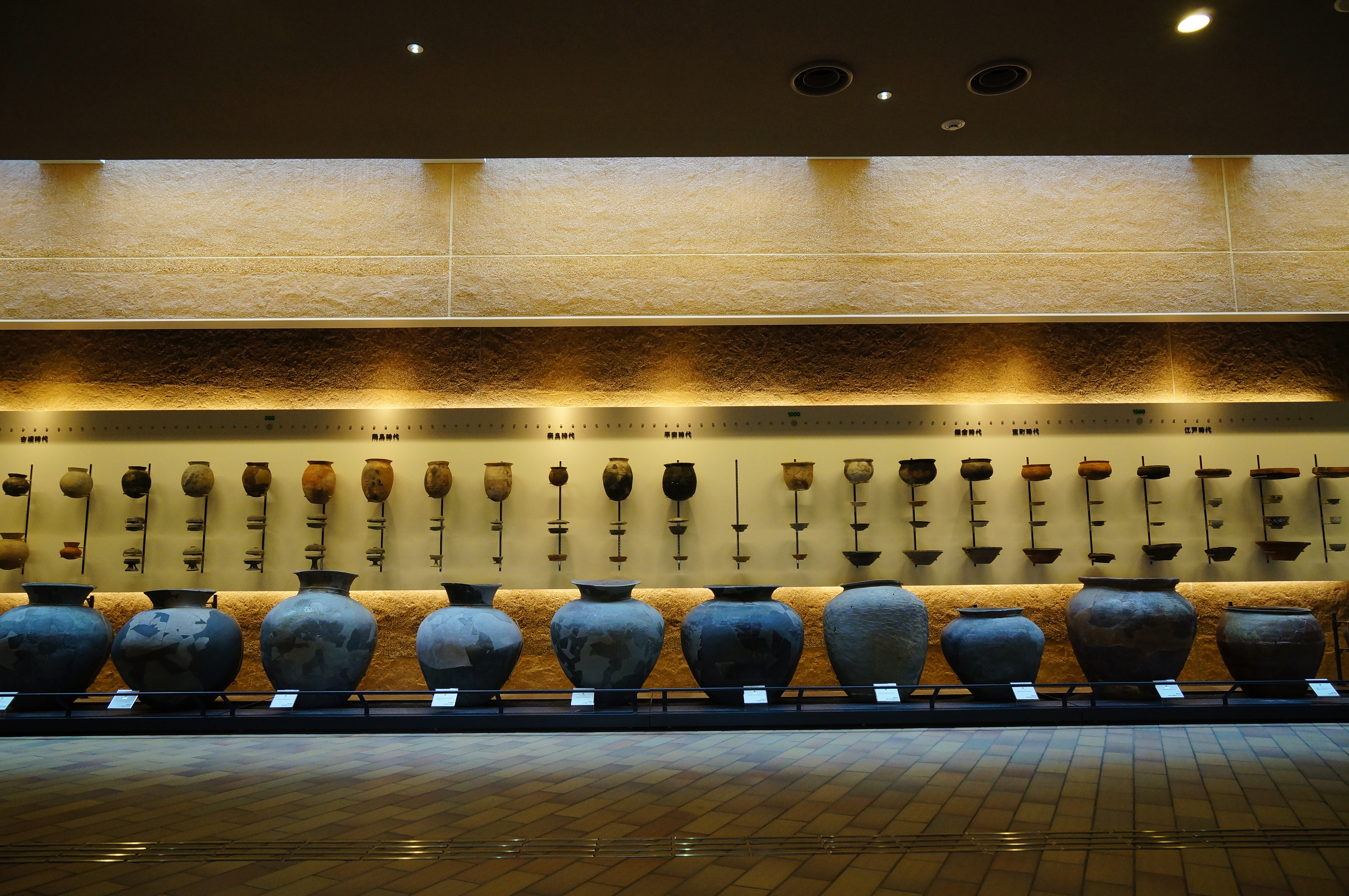
ときのギャラリー

兵庫県立考古博物館（ひょうごけんりつこうこはくぶつかん）は、兵庫県加古郡播磨町にある考古博物館。

## 概要
遺跡数が全国1位である兵庫県の考古学の拠点として2007年10月13日に開設された。博物館には発掘調査を担当する埋蔵文化財調査部が設けられており、国・県等が実施する遺跡の発掘調査・研究と研究成果の展示、およびその活用法・展示手法や情報発信手法の調査研究と資料・情報・ナレッジなど資源の集積、その活動を支える人材「考古楽者」の育成まで行ない、「考古楽者」で組織された任意団体「ひょうご考古楽倶楽部」がある。
国の史跡に指定されている大中遺跡の隣接地にあり、この史跡を整備して大中遺跡公園（愛称は「播磨大中古代の村」）として公開・管理する役割を担うとともに、従来の展示物を見てもらうという展示物主体の博物館ではなく、来館者に参加し体験してもらう参加体験型博物館として設置運営されており、常時体験学習を実施している。地階では様々な遺物が収蔵された収蔵庫を見ることのできるスペースや、遺物の整理作業や金属処理といった普段目にすることのできない作業を見ることもできる。エントランスロビーには神戸凮月堂のカフェもあり、館外の史跡公園とともに一息つける場所となっている。
シンボルマークは山田崇雄のデザイン。上下に伸びる手をイメージしており、それぞれの手が未来を掴み過去を探るという意味を持っている。
日本博物館協会会員館、兵庫県博物館協会加盟館。博物館法に基づく兵庫県教育委員会登録博物館である。またひょうごっ子ココロンカードの対象施設になっている。
指定管理者制度を採用せず、兵庫県教育委員会の直営である。

## 歴代館長
- 石野博信 - 初代（2007年4月 - 2015年3月）、2015年4月から名誉館長に就任。
- 和田晴吾 - 二代（2015年4月 - 2024年3月）、2024年4月から名誉館長に就任。
- 菱田哲郎 - 三代（2024年4月 - ）

## 主な展示
- 実物大の古代船
- 大王の石棺（見瀬丸山古墳前棺の復元）、明石人骨
- 雲部車塚古墳の竪穴式石槨の復原
- 県内出土の人骨実物（縄文～古墳時代）
- 備考 - 日本各地の博物館等に、出土品および写真等資料の貸出しを行っている。

## 主な所蔵品

### 県指定重要有形文化財
- 市之郷遺跡（姫路市）出土品（44点）
- 市辺遺跡（丹波市）出土品（285点）
- 佃遺跡（淡路市）出土品（589点）
- 七日市遺跡（丹波市）出土品（1,307点）
- 勝手野6号墳（小野市）出土品（10点）
- 年ノ神6号墳（三木市）出土品（327点）
- 表山遺跡（神戸市西区）出土小形仿製鏡他一括品（8点）
- 玉津田中遺跡（神戸市西区）平地建物跡出土品（39点）
- まるやま遺跡（淡路市）出土品（2点）
- 多利・前田遺跡（丹波市）土壙墓出土品一括（20点）
- 向山2号墳（朝来市）出土品一括（10点）
- 半田山1・2号墳丘墓（たつの市）出土品一括（32点）
- 東武庫遺跡2号墓（尼崎市）出土品（11点）
- 大田町遺跡（神戸市須磨区）刻書円面硯（1点）
- 三条九ノ坪遺跡（芦屋市）木簡（1点）
- 袴狭遺跡（豊岡市）群線刻画木製品（2点）
- 内場山弥生墳墓群（丹波篠山市）出土品一括（186点）
- 平方遺跡（三田市）小銅鐸鋳型及び関係品（33点）
- 有鼻遺跡（三田市）鉄剣・鉄斧（4点）
- 国領遺跡（丹波市）石器群（20点）
- 丁・柳ケ瀬遺跡（姫路市）出土品一括（12点）
- 沢の浦2号墳（丹波篠山市）出土品一括（101点）
- 勝雄経塚（神戸市北区）出土品一括（12点）
- 上板井経塚（丹波篠山市）出土品一括（12点）
- 小犬丸遺跡（たつの市）出土品一括（41点）
- 山垣遺跡（丹波市）出土品一括（58点）
- 深田遺跡（豊岡市）出土品一括（70点）
- 雨流遺跡（南あわじ市）出土品一括（26点）
- 板井寺ヶ谷遺跡（丹波篠山市）出土品一括（462点と付属資料176点）

## 施設
- 展示部門 - エントランス展示「ときのギャラリー」（発掘された土器を時系列に展示）、ガイダンス展示室、体験展示室「発掘ひろば」、テーマ展示室、特別展示室、バックヤード見学デッキ
  - 博物館建設に伴う調査で発見された、住居跡を剥ぎとって、発掘現場を再現している。
- 体験学習支援ネットワーク部門 - 体験学習室3室、講堂、ボランティアルーム、考古学情報プラザ、ネットワーク広場、多目的ホール（180席）
- 収集保存部門 - 特別収蔵庫、一時保管庫
- 遺跡調査部門 - 埋蔵文化財調査部
- 遺物整理部門 - 遺物整理室、写真整理室、資料整理室、金属器保存処理室、含浸作業室、少量危険物保管庫
- 収蔵保管部門 - 収蔵庫、図面・写真保管室

## 利用情報
- 休館日 - 月曜（祝休日の場合は翌平日休）

## 建築概要
- 開館 - 2007年10月13日
- 設計 - 株式会社 昭和設計[9]
- 施行 - 竹中・日東みらい・ノバック・神鋼興産建設共同企業体[10]
- 構造・規模 - RC造、地上1階、地下2階
- 延床面積 - 8,367m2
- 建築面積 - 5,560m2
- 所在地 - 〒675-0142 兵庫県加古郡播磨町大中1丁目1－1
- 備考 - 隣接する史跡公園「播磨大中古代の村」との調和をはかるため、高さを抑えて開口部を大きくし、壁面および屋上緑化が施されている。屋上庭園および館内からガラス越しに大中遺跡が一望できる構造になっている。

## 交通アクセス
- JR神戸線（山陽本線）：土山駅から徒歩約15分
- 山陽電車：播磨町駅から徒歩約25分
- 明石西ICから約3km

## 周辺
- 大中遺跡、大中遺跡公園（隣接）
- 播磨町郷土資料館（隣接）
- 野添北公園（徒歩3分）
- 野添であい公園（徒歩3分）
- 円満寺（徒歩3分、五重塔が博物館展望塔から見える）
- 鶴林寺（車で10分）

## 加西分館　古代鏡展示館
2017年（平成29年)4月14日、兵庫県立フラワーセンター敷地内に、加西市在住の収集家より寄贈された、中国の夏から宋にかけての古代鏡を展示する施設が、当館の分館という位置づけで開館した。開館時間と休館日はフラワーセンターに準ずる。入館料は一般100円、高校生以下無料。なお、左記に加えフラワーセンターの入園料が必要である。この内容の出典及びその他詳細は、下記リンク先を参照のこと。
2020年（令和2年）9月23日より、増築工事のため休館。
2021年（令和3年）、増築し新展示室がオープンした。この際新規寄贈品を受けたことや展示面積・点数が倍増したことで、展示品は従来の古代鏡にとどまらない青銅器に拡充された。当初は4月29日開館開館を予定していたが、新型コロナウイルス感染症に関する緊急事態宣言が兵庫県全域に発出されたため、開館が延期され、5月13日となった。なお5月13日時点でも緊急事態宣言は発出中であった。